# Lewes (dystrykt)
Lewes – dystrykt w hrabstwie East Sussex w Anglii.

## Miasta
- Lewes
- Newhaven
- Peacehaven
- Seaford
- Telscombe

## Inne miejscowości
Barcombe, Barcombe Cross, Barcombe Mills, Beddingham, Bishopstone, Chailey, Denton, Ditchling, East Blatchington, East Chiltington, Falmer, Firle, Glynde, Hamsey, Iford, Kingston near Lewes, Newick, Piddinghoe, Plumpton, Ringmer, Rodmell, South Heighton, Southease, Streat, Tarring Neville, Tide Mills, Westmeston, Wivelsfield.